# 科特普伊河
科特盧伊河（烏克蘭語：Котлуй），是烏克蘭北部的河流，屬於羅斯河的右支流。該河發源自利索維奇以南，流經基輔州的白采爾克瓦區，河道全長26公里，流域面積136平方公里。